# Staretschwil
Staretschwil è una frazione del comune svizzero di Oberrohrdorf, nel Canton Argovia (distretto di Baden).

## Storia
Già comune autonomo, nel 1805 è stato soppresso e accorpato agli altri comuni soppressi di Busslingen, Niederrohrdorf, Oberrohrdorf e Remetschwil per formare il nuovo comune di Rohrdorf, che fu disciolto nel 1854 con il ripristino dei comuni di Niederrohrdorf, Oberrohrdorf e Remetschwil; Staretschwil rimase aggregato a Oberrohrdorf.

## Amministrazione
Ogni famiglia originaria del luogo fa parte del cosiddetto comune patriziale e ha la responsabilità della manutenzione di ogni bene ricadente all'interno dei confini del comune.